# Grundrechtsgleiches Recht
Grundrechtsgleiche Rechte sind in Deutschland alle subjektiven Rechtspositionen mit Verfassungsrang, die nicht systematisch im Ersten Abschnitt des Grundgesetzes (GG) aufgeführt sind, also keine Grundrechte sind, gegen deren Verletzung aber dennoch die Verfassungsbeschwerde zum Bundesverfassungsgericht statthaft ist. Die grundrechtsgleichen Rechte sind in Art. 94 Abs. 1 Nr. 4a GG einzeln aufgeführt.

## Die einzelnen grundrechtsgleichen Rechte
Es handelt sich um folgende Rechte:
- Widerstandsrecht: Nach Art. 20 Abs. 4 GG hat jeder Deutsche das Recht zum Widerstand gegen jeden, der es unternimmt, die freiheitlich-demokratische Grundordnung zu beseitigen, wenn andere Abhilfe wirksam nicht möglich ist. Diese Norm wird umgangssprachlich als legaler Tyrannenmord bezeichnet und meint hauptsächlich die Situation, wie sie im Dritten Reich herrschte.
- staatsbürgerliche Gleichheitsrechte: Nach Art. 33 GG hat jeder Deutsche in jedem der Bundesländer die gleichen staatsbürgerlichen Rechte und Pflichten. Ferner hat jeder Deutsche gemäß seiner Eignung gleichberechtigten Zugang zu öffentlichen Ämtern. Diese Rechte dürfen nicht von weltanschaulichen Standpunkten abhängig gemacht werden.
- Wahlrecht: Art. 38 GG regelt das aktive und passive Wahlrecht nicht nur als Ordnungssystem für die Wahl der Abgeordneten des Bundestages, sondern als subjektive Positionen für den wählenden und wählbaren Bürger, wonach es auch das individuelle Recht des Einzelnen ist, in allgemeiner, unmittelbarer, freier, gleicher und geheimer Wahl seine Stimme abzugeben und im Sinne eines status activus politisch mitzugestalten und mitzubestimmen.
- Verfahrensrechte, die vor Gericht prozessuale Mindeststandards garantieren:
  - gesetzlicher Richter: Art. 101 GG verbietet Ausnahmegerichte und garantiert jedem das Recht auf einen vorher bestimmten Richter, der sachlich, organisatorisch und personell durch Gesetz bestimmt ist.
  - rechtliches Gehör: Gemäß Art. 103 Abs. 1 GG hat jedermann vor Gericht Anspruch auf rechtliches Gehör, d. h. das Gericht hat den Vortrag vollumfänglich aufzunehmen und rechtlich zu würdigen. Eine Einschränkung hiervon ergibt sich nur aus den Gesetzen (Bsp.: § 68, § 511, § 545, § 576 ZPO, § 337 StPO, § 124, § 132 VwGO), niemals aber nach Ermessen des Richters.
  - Strafrechtliches Minimum: Die schon aus dem römischen Recht stammenden Grundsätze nulla poena sine lege (keine Strafe ohne Gesetz) in Art. 103 Abs. 2 GG, ne bis in idem (Verbot der Doppelbestrafung) in Art. 103 Abs. 3 GG, nemo tenetur se ipsum accusare (niemand braucht sich selbst aktiv zu bezichtigen) sind ebenfalls als grundrechtsgleiche Rechte anerkannt.
  - Freiheitsentzug: Nach Art. 104 GG darf die Einschränkung der persönlichen Freiheit nur aufgrund eines Gesetzes erfolgen. Dies gilt sowohl für strafprozessuale als auch sonstige Anlässe (wie etwa gemäß §§ 415ff. FamFG).
- Absolutes Folterverbot: Art. 104 GG stellt klar, dass auch und gerade eine Freiheitsentziehung keine Form von Folter zulässig macht.

## Abgrenzung zu anderen subjektiven Rechten mit Verfassungsrang
Eine Einschränkung von Grundrechten unterliegt nach Art. 19 Abs. 1 Satz 2 GG dem Zitiergebot; dies gilt bei grundrechtsgleichen Rechten nicht. Zu beachten ist jedoch, dass viele grundrechtsähnliche Rechte kodifizierte Derivate von Grundrechten oder der Menschenwürde (Art. 1 GG) sind und daher wie diese nicht ohne Weiteres eingeschränkt werden dürfen.
Neben den Grundrechten und grundrechtsgleichen Rechten gewährt das Grundgesetz noch weitere subjektive Rechte mit Verfassungsrang. Dazu gehört etwa das Selbstbestimmungsrecht der Religions- und Weltanschauungsgemeinschaften  und der in Art. 34 GG auf den Staat übergeleitete Amtshaftungsanspruch. Gegen ihre Verletzung ist die Verfassungsbeschwerde grundsätzlich nicht statthaft, als subjektive öffentliche Rechte können sie aber im Verwaltungsrechtsweg geltend gemacht werden.
Wegen des weiten Schutzbereichs der Allgemeinen Handlungsfreiheit und der Möglichkeit einer inzidenten Normenkontrolle spielt der Unterschied praktisch nur eine geringe Rolle. Für die Leistungsrechte der Religions- und Weltanschauungsgemeinschaften lässt es das Bundesverfassungsgericht genügen, dass zugleich die Verletzung der Religionsfreiheit denkbar ist; die angegriffene Maßnahme wird dann im Rahmen der Verfassungsbeschwerde umfassend auf Übereinstimmung mit sämtlichem Verfassungsrecht geprüft, also auch mit subjektiven Rechten, auf deren Verletzung alleine die Verfassungsbeschwerde nicht gestützt werden könnte.
Grundrechte, grundrechtsgleiche und sonstige Rechte mit Verfassungsrang sind inhaltlich gleich stark wirkende Rechte des Bürgers. Eine „Rangordnung“ besteht unter ihnen nicht.